# جوريسبيديا
جوريسبيديا أو يوريسبيديا موسوعة ويكي قانونية باللغات العربية والصينية والإنجليزية والألمانية والإسبانية وأخيرا الهولندية تعتمد أسلوب الويكي لكتابة مقالات أكاديمية قانونية.
بدأ المشروع في أكتوبر 2004 بعد نجاح تجربتي ويكيبيديا وموسوعة إنسكلوبيديا ليبره Enciclopedia Libre (التابعة لجامعة إشبيليا). تستخدم جوريسبيديا أيضا برنامج ميدياويكي وتعمل وفق رخصة التشارك الإبداعي.
احتلت الموسوعة العربية موقع الصدارة بين كافة اللغات في مرحلة مبكرة من حيث عدد المقالات حوالي 3000 مقال.هذا، ويصل الإقبال والزيارة للموسوعة 84718 زائر حسب إحصاءات شهر ديسمبر 2009.
ويحسب هذا التقدم في محتوى النسخة العربية للجهود التطوعية لمؤسسي الموسوعة المشاركين وقد كان لهذا الجهد التطوعي أثرا مشرِّفاً ظهر واضحا من خلال وثيقة جوريسبيديا في ورشة عمل المعلوماتية القانونية في بيت الأمم المتحدة في لبنان، التي كانت فاعلياتها على ضوء توصيات مؤتمر قمة المعلومات في تونس.
هذا وقد نتج عن موسوعة جوريسبيديا القانون المشارك، أوراق عمل ورسائل علمية من كليات القانون بجامعات أوروبا.خاصة الدكتورة ايسترن هورن التي قدمت ورقة بحثية لمؤتمر مالطا والدكتور أوج جان فيبير.وهما من المؤسسين المشاركين في الموسوعة.وكذلك الدكتور: شادي مرتضى، ومصطفى عطية المحامي من شمال مصر، وآخرين،

## مدخل إلى الفكرة (مدخل إلى الإطار النظري للمشروع)
جوريسبيديا هي الموسوعة الأكاديمية العالمية المتحررة من قيود الحدود الجغرافية السياسية لمكان ما ولا تتسم بالتبعيّة الأكاديمية العلميّة البيروقراطية لجامعة بعينها أو معهد علمي بعينه. (بما يمكن أن يقال معه أنها تمثل نزعة جديدة للتحرر من ثقافة الجغرافيا السياسية المحدودة إلى العولمة والكونية الممتدة بمجالها الرحب الواسع).
وبما يمكن معه القول - بحق – أن جوريسبيديا ليست ثورة ولكنها تطور جديد في مسيرة البحث العلمي وخطوة مستنيرة في رحلة المعلوماتية القانونية على دروب مجرة الإنترنت القانوني. 
ففي إطار علوم المعلوماتية والاتصالات، ومن باب المعلوماتية القانونية، وتحت عنوان: نقل القانون والإنترنت القانوني، كانت رسالة الدكتوراه التي نوقشت بكلية القانون في جامعة مونبلييه 1، بفرنسا في 17 ديسمبر سنة 2007 والتي أعدّها الباحث (دكتور) : أوج جان فيبير أحد منتسبي معهد أبحاث المعلوماتية والقانون التابع للكليّة.
وكانت هيئة لجنة التحكيم مشكلة من كل من الأساتذة الدكاترة السادة: ميتشل أرنود، وميتشل بيبنت، وسيرج بوريس، وأندريه فيتاليس.
وقد قام الباحث - بمجهود متميز- إذ وضع دراسة أكاديمية كان نطاق بحثها في جانبين: الأول : نقل القانون والإنترنت القانوني، والجانب الثاني (التطبيقي) هو مشروع موسوعة القانون المشارك (جوريسبيديا) إذ تناولها بالدراسة والتحليل.
حتى أنه ومن المتوقع - بمرور الأعوام- ومع تقدم عمر الموسوعة ستكون معرفة القانون متاحة، ليس عن قانون دولة بعينها وإنما عن قانون كل الدول جنبا إلى جنب، بل وستكون تلك المعرفة معلومة للجميع وسهل التعرّف عليها أو الوصول إليها. وببساطة، لن يكون هناك احتياج لولوج المواقع الاحترافية مدفوعة الأجر، تلك المواقع التي تقدم خدمات القانون بمقابل نقدي لروّادها.لأن ما يحتاجه شخص ما سيضيفه شخص آخر، وهذه هي روح القانون المشارك، التي تتجسد في هيكل التبادل والمشاركة بين المستخدمين (سكّان الإنترنت القانوني وروّاد فضائه الواسع).على أن الموسوعة تختلف عن غيرها من مواقع القانون في أنها ليست مكانا لتقديم المشورة القانونية لشخص ما بعينه، في خصوص قضية أو مشكلة أو نزاع قانوني. فذلك أمر لا تقصده الموسوعة، والمكان الطبيعي لمثل هذه الفرضية، هو زيارة مكتب محام أو مؤسسة قانونية لعرض هذه القضية أو المشكلة أو النزاع من أجل الحصول على تقرير قانوني محدد بشخص أو واقعة بعينها. ولهذا فالموسوعة تتميز بسمات تفرقها عن غيرها في عديد من النواحي:-

### التأليف الجماعيوحفظ تاريخ التأليف الجماعي
يعتمد التأليف وكتابة المقالات في المصنف الإلكتروني الجماعي، على إضافة وتعديل متجدد من مجموعة المشاركين في المصنف الإلكتروني، ووجود تاريخ لحفظ التغييرات، يسجل تلقائيا بقواعد البيانات لخادم الموقع، وهو جوهر فكرة عمل نظام ويكي لإدارة المحتوى، وقدرة على استعادة واسترجاع التعديلات. وبهذا يتحول المصنف المكتوب النصي إلى سجل شامل دقيق من حيث الزمن، والفروق بين نصوص التعديلات.فنكون أمام نسخ عديدة لمقال واحد. وهو يرمز إلى تراكمية المعرفة التي هي سمة العلم والمعرفة..فالتأليف الجماعي الإلكتروني هو وسيلة لتنمية المعرفة وترسيخ لمبدأ المشاركة في حرية تامة مقيدة بضوابط عامة لا تصلح لأن تكون قيودا بالمعنى الدقيق، لأنها تتناول الإرادة الجماعية لمستخدمي موقع الويكي في وضع عرف لضبط التحرير والتعديل للمصنفات النصية الإلكترونية.يعتمد الضابط العام الرئيسي على عدم ازالة نص تم تحريره الا بعد أن يستوفي المحتوى الجديد أفكارا أكثر عمومية أو أكثر حداثة وملاءمة للتغير الذي يحدث في نطاق المعرفة المحصورة في موضوع المحتوى لمصنف نصي معين..ولاتثور ثمة مشاكل إذا كان عدد التغييرات قليل لأن الضابط يكون سهل التطبيق، أما في حالة التغيير المتكرر والمتجدد والمعتمد على عدد كبير من المؤلفين المشاركين نكون في حاجة لنظام ديمقرطي محايد وهو التصويت لتغليب نسخة معينة للمقال على أي نسخة أخرى، ثم تبدأ من جديد دورة التغييرات، فإذا ما تصادف وجود ذات المشكلات يتم تطبيق نفس الآلية وهي رأي المجموع الغالب، وليس إجماع المشاركين.ويتوقع أن تتوافر حلول عريضة لاي مشكلة في التأليف الجماعي من واقع ما سيرتأيه المشاركون في الظروف المتجددة التي قد يحدثها المستقبل.
لهذا فالتأليف الجماعي ثمرة التقنية الحديثة لتبادل ونشر المعرفة، وآليات التفاعل المتاحة في برنامج إدارة المحتوى لموقع ويكي..وهو تطبيق نافع لتكوين أرشيف معرفي تراكمي هائل لا ينتهي للمعلومات..
وهذا المنهج هو ما تحاول جوريسبيديا موسوعة القانون المشارَك، وهي في صدد تطويرها وتنميتها بالمعارف القانونية العالمية لدول العالم. كل ذلك في إطار الضوابط العامة للبحث العلمي القانوني والسياسي، وهو يكاد يكون متفقا عليه بدون حاجة لآليات لمعالجة مشكلاته. لكون المعلومات القانونية هي نشر للقائم بالفعل، ولا يوجد مجال للابداع فيه إلا في نطاق التقييم للمعلومات بمنهج المتخصصين.ولأن فلسفة القانون كعلم ومعرفة لم ترق بعد إلى الاكتمال، لانشغال المعرفة القانونية بالتطبيق وليس التنظير واستكناه جوهر المعرفة.

### المرجعيات القانونية
في نطاق القانون يعبر عن المصادر والمراجع بالآتي:-
1. النصوص التشريعية بجميع أنواعها.(علما بأن الاتفاقيات والمعاهدات الدولية تعدّ نصوصا تشريعية داخل النظام القانوني الوطني)
2. الأحكام والقرارات القضائية الصادرة من المحاكم.
3. المؤلفات الفقهية القانونية، والفقهاء أنفسهم يعدون مرجعا بالنظر لاحترافهم القانون.
4. الإصدارات الدورية وغير الدورية والمنشورات القانونية بجميع أنواعها.
5. الفتاوى والآراء الصادرة في المسائل القانونية (علما بأن الفتوى القانونية لا تكون مرجعا إلا إذا توافر لها من المراجع والمصادر القانونية الأخرى بما يدعم الفتوى ويقويها).

وترجع أهمية إيضاح المصادر والمراجع هو جعل المحتوى أكثر مصداقية وثبات نسبيا، وحتى إذا ما حدث تعديل أو تغيير، فإنه يكون مبرراً وله حُجته، وتلك في الأصل طبيعة القانون، مثلما هي طبيعة البحث والدراسة العلمية.

### المشاركة والتبادل والتجديد
مشاركة الاهتمامات القانونية العامة، لأهداف التعلمّ ومعرفة القوانين، وتبادل هذه المعرفة بنشرها، بل كما سبق أن ذكرنا إعداد المحتوى المعرفي القانوني ونشره بطريقة التأليف الجماعي. وبمنهج المصادر المفتوحة فإن التطور دائما يلحق المعرفة بدوام فتحها وعدم غلقها، فذلك لا يحرمنا من الإبداع والتجديد والتطوير. لأن التغير والتجديد هو سنة الحياة. وديدن المجتمعات. ذلك أن غلق المحتوى المعرفي على التعديل والتجديد يصيب المعرفة بالجمود الأمر الذي يضر على الأمد البعيد بمستقبل المعرفة أو التعلُم. وبالتالي مستقبل البشرية على الأمد الطويل.فيجب ألا تعامل المعرفة بمقاييس الربحية، فلا ينبغي أن تكون المعرفة تجارية ينالها ما ينال الأشياء من احتكار أو امتياز. فالمعرفة بطبيعتها عصِيّة على الاحتكار والامتياز مهما تداولتَ المعرفة َ بمفهوم السوق، أو حصُلَ ربحٌ من ورائها.

## تنظيم المشروع:من الكونية إلى الخصوصية

### تقييم القوانين في إطار المشروع

#### القوانين
يعمل المشروع على وضع معظم التشريعات القديمة والحديثة، الأمر الذي يساعد البحث الأكاديمي والمحترف للمسائل القانونية المختلفة.وقد اتخذ المشروع من تقسيم القانون إلى قانون عام وقانون خاص.
كما قسّمت القوانين حسب الموضوع:
1. التحكيم
2. الحقوق العينية
3. التجارة الدولية
4. القانون الدستوري
5. القوانين الاقتصادية والاجتماعية
6. قوانين حماية البيئة
7. الأحوال الشخصية
8. القانون الضريبي
9. قوانين الحرب
10. حق اللاجئين
11. حقوق الإنسان
12. قوانين الهجرة
13. القانون الجنائي الدولي
14. قانون الملكية الفكرية
15. قوانين الشبكة الدولية الإنترنت

## وصلات خارجية
- الصفحة الرئيسية لجوريسبيديا نسخة محفوظة 8 ديسمبر 2007 على موقع واي باك مشين.
- يوريسبيديا موسوعة القانون العربية
- JurisPedia home page نسخة محفوظة 8 ديسمبر 2007 على موقع واي باك مشين.
- Article about JurisPedia (in French) (لجنة الأمم المتحدة الاقتصادية والاجتماعية لغرب آسيا، القمة العالمية حول مجتمع المعلومات).
- Esther Hoorn, "Using the Wiki-Environment of Jurispedia in Legal Education نسخة محفوظة 2 ديسمبر 2007 على موقع واي باك مشين., BILETA Annual Conference 2006 مالطا, April 2006.